# 山おんな壁おんな
「山おんな壁おんな」（やまおんなかべおんな）は、高倉あつこによる日本の漫画作品、およびそれを原作としたフジテレビ系列のテレビドラマ。青年漫画雑誌『イブニング』（講談社）に2010年3号まで連載された。単行本は全13巻。当初はあまりヒットせず、初版からまったく重版がかからなかったが、ドラマ化で2版が出た。

## あらすじ
創業300年の老舗・講談百貨店（ドラマでは丸越デパート）に勤める青柳恵美（壁おんな）は、職場では有能なキャリアウーマン。しかし、彼女は貧乳というコンプレックスを抱えていた。そんなある日、彼女の元に天真爛漫な巨乳でナイスバディな女性・毬谷まりえ（山おんな）が現れる。性格も胸も正反対の2人は、当初ライバル関係として火花を散らすも幾多の困難にもめげずに、共に明るく一生懸命に仕事や恋に奮闘していく。

## 登場人物
※キャストはテレビドラマ版のものである。

### バッグ販売員（社員販売員とメーカー販売員）
青柳 恵美（あおやぎ めぐみ）
演 - 伊東美咲
本作の主人公で壁おんな。28歳（ドラマでは30歳）。1階バッグ売り場のエース社員。ドラマではフロア主任も務める。接客態度も良く、社員、顧客両方からの信頼も厚く、仕事が出来る有能なキャリアウーマン。冷静沈着でしっかり者だが、負けず嫌いで早とちりしやすい。美人でモデルの様な体型だが、壁の様な胸に密かなコンプレックスを持ち、自宅ではバストアップ体操に励む日々。夢は「丸越デパート初の女性店長」になること。青森県の漁師の家に生まれ、父親や地元の友人らと話す時は津軽弁になる。
ドラマでは、最終回で、井口と婚約。またフランス行きを父親に猛反対され、それをまりえに譲るが、ドバイに変更になった事をまりえから聞いて卒倒してしまう。
毬谷 まりえ（まりや まりえ）
演 - 深田恭子
もう一人の主人公で山おんな。28歳（ドラマでは25歳）。「ダイナマイト計画」と題した人材強化プロジェクトの一環で、青山支店より本店に異動してきた。何事も笑いに変えてしまう天真爛漫な性格で恵美のことを尊敬している。接客も上手で、客からの評判も良い。男性からモテる割に恋愛に疎いなど、かなりの天然キャラ。大食らいで、好物は焼肉、ぬか漬け。暑さに弱い。コンプレックスは恵美とは反対に胸が大きいこと（推定Hカップ）、悩みが無いことである。夢は自分の好きな物だけを集めたセレクトショップを持つこと。ドラマ最終回で、辞退した恵美に代わってドバイに行くものの「暑いのが耐えられない」と言う理由で日本に帰ってきた。
田村 剛彦（たむら たけひこ）
演 - 谷原章介
1階フロアの部長で恵美達の頼れる上司。42歳（ドラマでは38歳）。また、恵美が強い憧れを持つ。さらっとした爽やかな性格で嫌味がなく、部下など周囲から慕われている。巨乳の妻がいるが、子供ができないことに悩んでいる。ドラマでは、病気になった上海支店長の後任に任命されたため、第8話で一旦上海に旅立つが、前任者が復帰したため、1、2階の統括部長として帰国。直後に妻の妊娠も判明し、目下子供の名前を考え中である。
葛沼 忠（くずぬま ただし）
演 - 温水洋一
丸越デパートの副部長。42歳。腰が低い反面、意外と行動派。バツイチで、現在は実家で実母と息子の3人で暮らしている。ドラマ第8話で、田村が上海に行った事を機に、部長代理に昇進した。恵美にプロポーズをしたが、断られた。更にドラマ最終回では止めに部下達に「情けが仇」とも言うべき屈辱的な慰めを受けてしまい、その後はキャバクラ通いを余儀なくされるような立場になる。
松原 徹人（まつばら のりと）
演 - 川田広樹（ガレッジセール）
33歳のバイヤー。かなり饒舌で、ファッションに関する知識は豊富。商品を見極めるセンスはなかなかだが、先取りしすぎで的を外すこともしばしば。だが、そのセンスを唯一褒めてくれたまりえに惹かれる。
吉野 加奈子（よしの かなこ）
演 - 上原美佐
恵美達の同僚。あらゆる事に気がそぞろで、ある意味女性的な性格。社員達から、よく弄られている。
ドラマでは、26歳。流通業界に影響を及ぼす程の有力代議士の親を持つ。いわゆる超が付く程の「お嬢様」。おまけにかなりの常識知らず。物やお金に困ったことはないが、愛に飢えているようで、恋人を作るべく森田を落とそうと奮闘中。
豊川 みさと（とよかわ みさと）
演 - 矢沢心
恵美達の同僚。寛大で姉御肌な性格。
ドラマでは、25歳という設定。どちらかと言うと壁おんなで、胸にエアーブラを忍ばせ、貧乳を補っている。結婚願望が強く、早く結婚したいとかなり焦っている。新入社員の森田を吉野と取り合っている。現実的な性格。
森田 吾郎（もりた ごろう）
演 - 米原幸佑（RUN&GUN）
バッグ売り場の新入社員。23歳。愚直な性格。男性の少ない職場のためか、冴えないにも関わらずモテている。5人兄弟の末男で、姉が4人いる。その為か女性が苦手らしい。
原島 恭子（はらしま きょうこ）
原作のみ登場。原作で、フロア主任を務める女性社員。厳しくも温かく社員を見守っている。恵美の良き理解者。
奥園 薫子（おくぞの かおるこ）
奥園社長の娘で、いわゆる社長令嬢。森田と同期の新入社員。当初は、かなりの常識知らずだったが、恵美とまりえに感化されて、とりあえず大人しくなった。
奥園 五右衛門（おくぞの ごえもん）
演 - 若林豪
丸越デパートの社長で65歳。全社員から尊敬される理想的な経営者でありながら、遊び心も併せ持っている。原作では、娘・薫子を溺愛している。
ドラマでは、恵美の良き理解者で、息子・雅之の嫁に来てくれないかと密かに思っている。ドラマ第11話で、会長に就任。
奥園 雅之（おくぞの まさゆき）
演 - 及川光博
ドラマのみ登場。丸越デパートの専務取締役。34歳。社長の御曹司でいわゆる「お坊ちゃま」。同期入社である恵美を一途に想っているが、無類の女好きのためか、全く相手にされていない。実は、今まで本命の女性と結ばれた事が一度もないらしい。ドラマ第11話で、社長に就任。
大山 遥（おおやま はるか）
演 - 小池栄子
ドラマのみ登場。バッグメーカー『VENTO』の販売員。27歳。専務の雅之に恋心を抱いており、恵美をライバル視。仕事は同じなのに、給料が良い社員販売員の恵美達を嫌う。立派な巨乳を持つ、山おんなだが、まりえには及ばない。ドラマ第9話で、海外ブランド『ベルガリ』銀座店店長に引き抜かれたが、実はドアガール目的だった事を知り、怒りと失望のもとに辞職。後に鬼瓦と結婚した。
黒板 リカ（くろいた りか）
演 - 三浦理恵子
ドラマのみ登場。恵美の先輩社員。32歳。バッグ売り場の情報通。その情報収集能力は、まりえから「CIAみたい」と言われる程で、恵美からも一目置かれている。眼鏡をかけている。自分では「口は堅い」と言うが、実際は異常なまでの軽口で他人に言いふらすのが好きな為、入手した情報は彼女自身の口からすぐに広まってしまう。趣味は貯蓄でありながら、好きな男に貢いでしまう傾向がある。かなりの酒豪。恵美の良き理解者であり、原作の原島恭子に近いポジション。
長島 真澄（ながしま ますみ）
演 - 河本麻希
ドラマのみ登場。大山の部下で24歳。丸越百貨店を志望していたが、失敗して『VENTO』に就職。恵美を密かに尊敬する一方、大山に逆らえずにいる。
桑田 亮子（くわた りょうこ）
演 - 松岡佳音
ドラマのみ登場。大山の部下で、『VENTO』の販売員。22歳。新入社員なので、丸越デパートの現状などはよく分からないが、割とお気楽に構えている。
牧原 正子（まきはら まさこ）
演 - 小野晴子
ドラマのみ登場。大山の後任で『VENTO』のチーフとして着任。壁おんな。第9話から登場。

### その他
毬谷 好美（まりや よしみ）
演 ‐ 岡まゆみ
まりえの母。
毬谷 栄太（まりや えいた）
演 ‐ 笠原織人
まりえの弟。16歳の高校生。
原田 健次（はらだ けんじ）
演 - 徳井優
優子の夫。45歳。元は俳優志望だったが、役者としては全く芽が出ない反面、団員への賄いの評判が良かった事から、今では料理人として働いている。とてつもなく寒いオヤジギャグを連発する為、客からは呆れられている。
原田 優子（はらだ ゆうこ）
演 - 鈴木砂羽
恵美の幼馴染みで、彼女が唯一心を許せる存在。35歳。女優を目指して上京したが、大成せず、後に劇団員の健次と結婚。現在は夫婦でカフェダイニングを経営している。ドラマでは健次が放つ極寒のオヤジギャグに愛想を尽かし気味だった。
青柳 清子（あおやぎ きよこ）
演 - 赤座美代子
恵美の母。夫・敬造に「母が危篤」と電話をさせ、恵美を実家の青森に呼び寄せる。しかしそれは仮病で、恵美にお見合いをさせるために呼び寄せたのだった。
田村 美由紀（たむら みゆき）
演 - 岩橋道子
田村の妻。
富永 茂雄（とみなが しげお）
演 ‐ 小倉久寛
婦人服売場部長。神宮寺と不倫していた。
神宮司 小夜子（じんぐうじ さよこ）
演 ‐ 雅子
富永の不倫相手。
鬼瓦 和男（おにがわら かずお）
演 - 佐藤二朗
恵美の幼馴染みで従兄弟に当たり、酪農を営んでいる。『ベルガリ』を辞めて傷心の大山を慰めた事が縁となり、後に結婚した。祖母（演 - 森康子）がいる。
青柳 敬造（あおやぎ けいぞう）
演 - 笹野高史
恵美の父。漁師を営み生計を立てている。風水の占いに基づき、娘の恵美にラッキーアイテムとして「ピンクのブタ」を手に入れることを指示する。
井口 昌平（いぐち しょうへい）
演 - 西島秀俊
ドラマのみ登場。恵美の幼馴染みで同級生。今では、家の跡継ぎで左官工として働いている。30歳。土や自然を愛する芸術家肌。実は恵美に「壁おんな」と名付けた張本人。ひょんな事から彼女と再会するが、恵美とまりえの胸を見て「山おんなと壁おんな」と口走った事で、この言葉がデパートで蔓延してしまった。
恵美とは口論が多いが、互いに惹かれあっており、最終回で晴れて婚約するが、後日、壁面修復の為にドバイに1年間出張する事を告げて旅立った。

## テレビドラマ

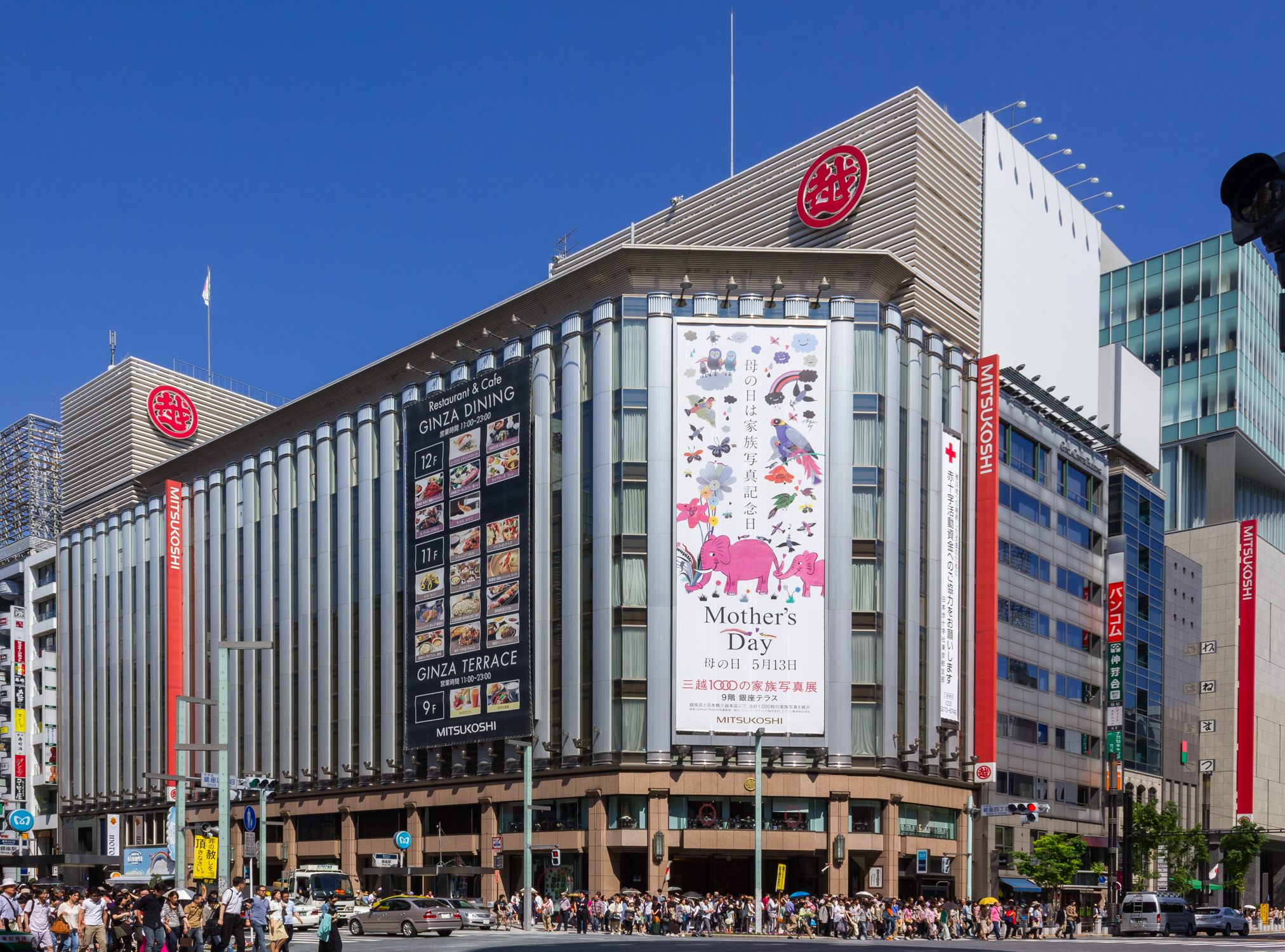
ドラマのロケが行われた銀座三越

2007年7月5日から9月20日までフジテレビ系列で毎週木曜日22:00 - 22:54（JST）に放映されたトレンディドラマ。主演は伊東美咲と深田恭子。三越銀座店の協力のもとロケを行っており、劇中登場する「MARUKOSHI」のロゴは「MITSUKOSHI」の「ITS」を「AR」に差し替えた同一のフォントであり、社章や紙袋に至っては三越と全く同じである。全12話放送。
キャストについては登場人物・キャストの項を参照。

### スタッフ
- 脚本 - 前川洋一、立見千香、五十嵐暁美
- 脚本協力 - 前川洋一、鈴木おさむ、立見千香、五十嵐暁美
- 音楽 - 石田勝範
- 主題歌 - EXILE「時の描片〜トキノカケラ〜」（rhythm zone）
- 演出 - 林徹、葉山浩樹、佐々木詳太
- プロデュース - 保原賢一郎、塚田洋子
- 協力プロデュース - 長坂淳子
- 制作 - フジテレビドラマ制作センター
- 制作著作 - フジテレビ

### 放送日程
| 各話                                                       | 放送日        | サブタイトル     | 脚本       | 演出       | 視聴率 |
| ---------------------------------------------------------- | ------------- | ---------------- | ---------- | ---------- | ------ |
| 第1話                                                      | 2007年7月05日 | ボタンが飛ぶ…!?  | 前川洋一   | 林徹       | 14.1%  |
| 第2話                                                      | 2007年7月12日 | ピンクのブタ!?   | 前川洋一   | 林徹       | 13.5%  |
| 第3話                                                      | 2007年7月19日 | アリとキリギリス | 前川洋一   | 林徹       | 12.1%  |
| 第4話                                                      | 2007年7月26日 | 温泉にスイカ!?   | 前川洋一   | 葉山浩樹   | 12.7%  |
| 第5話                                                      | 2007年8月02日 | 夢のHカップ!!    | 前川洋一   | 葉山浩樹   | 11.3%  |
| 第6話                                                      | 2007年8月09日 | 結婚って相性!?   | 前川洋一   | 林徹       | 11.4%  |
| 第7話                                                      | 2007年8月16日 | 初恋の人…!?      | 立見千香   | 林徹       | 11.1%  |
| 第8話                                                      | 2007年8月23日 | さよなら愛しい人 | 前川洋一   | 葉山浩樹   | 11.7%  |
| 第9話                                                      | 2007年8月30日 | 結婚して下さい!? | 五十嵐暁美 | 佐々木詳太 | 12.3%  |
| 第10話                                                     | 2007年9月06日 | 汗!? 恋の予感!!  | 前川洋一   | 葉山浩樹   | 11.3%  |
| 第11話                                                     | 2007年9月13日 | 誰と結婚するの!? | 前川洋一   | 林徹       | 13.0%  |
| 最終話                                                     | 2007年9月20日 | さよなら山おんな | 前川洋一   | 林徹       | 11.1%  |
| 平均視聴率 12.1%（視聴率は関東地区・ビデオリサーチ社調べ） |               |                  |            |            |        |

### その他
- ドラマではまりえの方が年下であり、両者の関係も概ね良好で、原作のようなライバル関係にはなっていない。
- 第3話で羽賀研二が出演する予定で収録も終えていたが、同年6月30日に恐喝容疑で逮捕されたため、羽賀の出演シーンはカットされることとなった。本筋に影響の無い数カットのみの出演のため代役はなし。
- 深田恭子がメイキングなどで語った話では、作中での大きなバストは「特殊な仕掛け」によるものらしい。対する伊東はさらしを巻いてバストを小さく見せている。
- 伊東と谷原章介は半年後に放送されたドラマ『エジソンの母』でも共演しており、深田と谷原は1年後に放送されたドラマ『学校じゃ教えられない!』でも共演している。
- 谷原は前番組の『わたしたちの教科書』から同枠2作連続出演となった。

| フジテレビ系 木曜劇場                        | フジテレビ系 木曜劇場                      | フジテレビ系 木曜劇場                                  |
| 前番組                                       | 番組名                                     | 次番組                                                 |
| -------------------------------------------- | ------------------------------------------ | ------------------------------------------------------ |
| わたしたちの教科書 （2007.4.12 - 2007.6.28） | 山おんな壁おんな （2007.7.05 - 2007.9.20） | 医龍-Team Medical Dragon2- （2007.10.11 - 2007.12.20） |